# Robert Atkins (nutriționist)
Robert Coleman Atkins (n. 17 octombrie 1930 - d. 17 aprilie 2003) a fost un medic cardiolog american, cunoscut în special pentru lucrarea sa din domeniul nutriționismului, Atkins Nutritional Approach, considerată în 2010 una dintre cele mai importante lucrări ale ultimilor 50 de ani.
În această lucrare propune reducerea consumului de carbohidrați și accentuează rolul pozitiv al vegetallor în alimentație.